# Жељко Стјепановић
Жељко Стјепановић (Бања Лука, 8. јун 1966) српски је филмски и позоришни глумац.
Члан је Народног позоришта Републике Српске од 1994.

## Живот
Рођен је 1966. године у Бањој Луци. Глуму је дипломирао 1992. године на Академији сценских уметности у Сарајеву. Од 1998. до 2004. године је био управник Народног позоришта Републике Српске.

## Улоге
| Год.       | Назив                     | Улога             |
| ---------- | ------------------------- | ----------------- |
| 1988.      | Забавни уторак            |                   |
| 1989.      | Рањеник                   | Станко            |
| 1991.      | Празник у Сарајеву        | Сабинин брат      |
| 1991.      | Брачна путовања           | Пијани младожења  |
| 1999.      | Нек буде што буде         |                   |
| 1999.      | Мејдан Симеуна Ђака       | Мићан котлаџија   |
| 1999—2000. | Жене, људи и остало       | Марко             |
| 2003—2005. | Виза за будућност         | Инспектор Жига    |
| 2007.      | Са двије ноге у земљи     | Отац              |
| 2007.      | Има нас двојица           |                   |
| 2008.      | То топло љето             | Пецо као старији  |
| 2009.      | 32. децембар              | начелник полиције |
| 2009.      | Испод моста               |                   |
| 2009.      | Луд, збуњен, нормалан     | Фета              |
| 2011.      | Два смо свијета различита | инспектор         |
| 2012.      | Кад буде, биће            | газда Максо       |
| 2013.      | Топ је био врео           |                   |
| 2017.      | Месо                      | Весо              |
| 2020.      | Хотел Балкан              | Вићентијевић      |
| 2020.      | Кости                     | портир            |
| 2021.      | Адвокадо                  | судија            |